# 卡緬涅茨區
卡緬涅茨區（羅馬化：Kamenetskiy rayon）是白俄羅斯西南部布列斯特州的一個區，行政中心为卡緬涅茨，面積1,687.11平方公里，2009年人口39,143，人口密度每平方公里23.2人。